# Joc de masă
Un joc de societate (în franceză Jeu de société) sau joc de masă sau joc de tablă este un joc cu reguli simple, cu multă comunicare între jucători. Aceste jocuri nu includ strategii complicate, sunt de durată scurtă, aproximativ 10 până la 30 de minute. Există câteva categorii de jocuri de societate: joc de acțiune live pe roluri, joc deductiv și joc asociativ. 
Joc de acțiune live pe roluri - Jucătorul preia rolul unui personaj și îi îndeplinesc abilitățile. În aceste jocuri nu există învingători sau învinși. Nu sunt competitivi - nu își propun să transmită câștigătorii și învinșii, ci pur și simplu să vă ajute să petreceți câteva ore în distracție. Jocurile de rol sunt jocuri ale imaginației și sunt potrivite pentru toate vârstele. 
Joc deductiv - Jucătorul încearcă să ghicească un anumit jucător sau eveniment, folosind procesul de eliminare a faptelor.
Joc asociativ - Jucătorii comunică prin metode abstracte, cum ar fi imagini, gesturi sau alte moduri abstracte.

## Exemple de jocuri de societate
- Warhammer 40000
- Mafia
- Terraforming Mars
- Moară (joc)
- Yams
- Domino
- Baba-oarba
- Remi Etalat
- Remi pe Tablă
- Șeptică
- Space Hulk